# Fejervarya cancrivora
Fejervarya cancrivora es una especie de anfibio anuro de la familia Ranidae.

## Distribución geográfica
Se encuentra al sureste de Asia (incluyendo las Filipinas). 